# シゴトの計画
シゴトの計画は、ビジネスに役立つ業務改善や売上アップなど、業務課題に直結した解決策をサポートするビジネス応援サイトとしてリリースされたウェブサイト。株式会社リクルートが運営する会員制（無料）の企業向けIT製品情報サイトキーマンズネットの姉妹サイトとして2009年10月に開始されたが、2010年3月には閉鎖された。「業務改善ナビ」「ニュース＆コラム360°」「シゴト検定１Q入魂」「シゴト便利帳」「ニュースコラム」「ビジネス文書 メール文例厳選集」「シゴトの統計データ集」「シゴトの用語辞典＜IT編＞」などの記事を配信。